# Slow Dancing with the Moon
Slow Dancing with the Moon es el trigesimoprimer álbum de estudio de la cantautora y actriz estadounidense Dolly Parton, publicado en febrero de 1993. En él colaboraron varios artistas, como Mary Chapin Carpenter, Kathy Mattea, Tanya Tucker, Maura O'Connell, Billy Dean, Pam Tillis, Marty Stuart y Billy Ray Cyrus. 
El álbum alcanzó el puesto #4 de las listas country y el #16 de las listas pop.

## Lista de canciones
1. "Full Circle" - 3:57
2. "Romeo" - 3:35
3. "(You Got Me Over) A Heartache Tonight" - 3:05
4. "What Will Baby Be" - 3:25
5. "More Where That Came From" - 3:15
6. "Put a Little Love in Your Heart" - 2:30
7. "Why Can't We?" - 3:50
8. "I'll Make Your Bed" - 3:20
9. "Whenever Forever Comes" - 3:30
10. "Cross My Heart" - 3:32
11. "Slow Dancing with the Moon" - 3:30
12. "High and Mighty" - 3:10